# Östlicher Gesprenkelter Weißling
Der Östliche Gesprenkelte Weißling (Euchloe ausonia) ist ein Schmetterling (Tagfalter) aus der Familie der Weißlinge (Pieridae). Einige Autoren beziehen einige nahe verwandte Arten in das Taxon mit ein und bezeichnen dieses als Euchloe ausonia-Superspezies, Euchloe ausonia-Komplex oder auch Euchloe ausonia-Artengruppe. Aufgrund dieser unterschiedlichen Auffassung des Taxon wird in der älteren Literatur oft eine recht unterschiedliche geographische Verbreitung genannt. Derzeit gehen die meisten Autoren von der Existenz von drei nahe verwandten Arten aus: E. ausonia (Hübner, 1804), E. simplonia (Boisduval, 1828) und E. crameri Butler, 1869. Dazu kommt bei manchen Autoren E. naina, die von Back (1990) als Unterart von E. simplonia aufgefasst wird.

## Merkmale
Die Flügelspannweite beträgt 36 bis 48 Millimeter. Die Vorderflügel sind weiß mit schwarzen Spitzen und einem schwarzen Fleck. Die Unterseite wird durch schwarze und gelbe Schuppen geprägt, die ein grünlichweißes Muster hervorrufen. Das Weibchen ist generell dunkler. Die beiden Generationen unterscheiden sich etwas in der Zeichnung.
Die Färbung der Raupe variiert von gelblich, über grünlich bis bläulich. Sie hat helle Seitenstreifen. Die Rückenlinie und die Nebenrückenlinie sind dunkler als die Grundfärbung. Die Seiten weisen zahlreiche, sehr kleine, schwarze Punkte.
Die Puppe ist hellbraun und relativ schlank.

## Ähnliche Arten
Die Art kann in ihrem Verbreitungsgebiet nur mit wenigen Arten verwechselt werden. In der Toskana überlappt sich das Verbreitungsgebiet mit Euchloe tagis bzw. dort mit der Unterart Euchloe tagis calvensis. Diese Art ist im Durchschnitt kleiner. Die schwarze Färbung des recht großen Diskoidalflecks geht in die Vorderflügelzelle über. Der Analwinkel des Hinterflügels ist kleiner als bei E. ausonia. In Ligurien kommt neben E. ausonia auch E. crameri vor. Bei dieser Art ist der Außenrand des Vorderflügels leicht konkav, bei E. ausonia ist er leicht konvex bis fast gerade. Eine sichere Unterscheidung ist jedoch aufgrund der Variabilität der beiden Generationen kaum möglich. Da sich die Verbreitungsgebiete jedoch fast ausschließen, ist eine Bestimmung über das geographische Vorkommen fast immer zweifelsfrei möglich.

## Geographisches Vorkommen und Lebensraum
Euchloe ausonia kommt in Europa in Mittel- und Süditalien sowie auf der Balkanhalbinsel einschließlich der meisten größeren, griechischen Inseln vor. Die Nordgrenze verläuft in Europa etwa durch das südliche Österreich, Ungarn und die südliche Ukraine. Im Osten zieht sich das Vorkommen im Süden weiter bis nach Israel und Jordanien, im Osten bis in den Nordirak, Iran bis Afghanistan, im Norden über das Kaukasusgebiet bis nach dem südlichen Kasachstan, Tian Shan, Altai und Tibet. Die Art bevorzugt felsige Hänge, felsige Wiesen, aufgegebenes oder vernachlässigtes Kulturland, offene Olivenhaine, Straßenränder, Bergwiesen und auch Waldränder bis zu 2000 m über NN. Im Lebensraum müssen Nektarpflanzen, besonders Kreuzblütler häufig sein sowie natürlich die Raupennahrungspflanzen.

## Lebensweise
Es werden meist zwei Generationen gebildet, die Generationen überschneiden sich durch verzögerten Schlupf der Falter. Die Falter fliegen von Anfang März bis Anfang Juli. Die Flugzeit ist natürlich auch von der Höhenlage abhängig. Im Bergland und in sehr trockenen Gebieten wird auch nur eine Generation gebildet. Im Bergland fliegen die Falter erst im Juni/Juli. Die männlichen Falter steigen zur Gipfelbalz auf Hügel und Berge auf. Dort kam es häufig erst zur Paarung.
Die Eier werden an den Blütenknospen der Raupennahrungspflanzen abgelegt. Die Raupen fressen an den Blüten und jungen Früchten folgender Pflanzen: Acker-Senf (Sinapis arvensis), Färberwaid (Isatis tinctoria), Isatis glauca, Steintäschel (Aethionema saxatile), Immergrüne Schleifenblume (Iberis sempervirens), Biscutella mollis, Gewöhnliche Brillenschote (Biscutella laevigata), Echtes Zackenschötchen (Bunias erucago) und Aurinia saxatilis. Die Puppe überwintert, sie kann allerdings zwei oder mehr Jahre „überliegen“, d. h. in der Diapause verbringen.

## Systematik
Die drei Arten Euchloe ausonia, Euchloe crameri und Euchloe simplonia sind sich sehr ähnlich. Manche Autoren sprechen daher von Euchloe ausonia-Komplex, -Superspezies oder -Artengruppe. Häufig wird noch Euchloe naina dazugerechnet, deren Stellung als Unterart von E. simplonia oder als selbständige Art umstritten ist. Vor allem in der älteren Literatur findet man daher nicht mehr zutreffende Angaben zur Verbreitung der Art. Aufgrund der taxonomischen Probleme ist auch die Zahl der Unterarten und deren Verbreitung sehr unsicher und sicher nur vorläufig.
- Euchloe ausonia maxima Verity, 1925, Krim[7]
- Euchloe ausonia graeca (Verity, 1925), Griechenland, Südserbien[7]
- Euchloe ausonia pulverata (Christoph, 1884), Tien Shan[5]
- Euchloe ausonia volgensis Krulikovsky, 1897, Südrussland[8]
- Euchloe ausonia melisande Frühstorfer, 1908, Jordanien[9]